# Гликопротеины
Гликопротеи́ны (устар. гликопротеиды) — двухкомпонентные белки, в которых белковая (пептидная) часть молекулы ковалентно соединена с одной или несколькими группами гетероолигосахаридов. Кроме гликопротеинов, существуют также протеогликаны и гликозаминогликаны.
Гликопротеины являются важным структурным компонентом клеточных мембран животных и растительных организмов. К гликопротеинам относится большинство белковых гормонов. Гликопротеины мембран эритроцитов, специфически гликозилированные теми или иными углеводными остатками, но имеющие гомологичную белковую часть, предопределяют группу крови у человека. Также гликопротеинами являются все антитела, интерфероны, компоненты комплемента, белки плазмы крови, молока, рецепторные белки и др.

## Типы гликозилирования
Существует несколько типов гликозилирования, хотя первые два являются наиболее распространенными:
1. При N-гликозилировании сахара присоединяются к азоту, обычно к амидной боковой цепи аспарагина,
2. При O-гликозилировании сахара присоединяются к кислороду, обычно к серину или треонину , но также к тирозину или неканоническим аминокислотам, таким как гидроксилизин и гидроксипролин
3. При P-гликозилировании сахара присоединяются к фосфору на фосфосерине
4. При C-гликозилировании сахара присоединяются непосредственно к углероду, например, при добавлении маннозы к триптофану
5. При S-гликозилировании бета- GlcNAc присоединяется к атому серы остатка цистеина[2]
6. При гликировании , также известном как неферментативное гликозилирование, сахара ковалентно связываются с молекулой белка или липида без контролирующего действия фермента, но посредством реакции Майяра (напр. гликозилированный гемоглобин)

## Моносахариды
Моносахариды, обычно встречающиеся в гликопротеинах эукариот, включают глюкозу, фукозу, маннозу, глюкозамин, галактозамин, ксилозу, сиаловые кислоты, галактозу и др.:526
Те или иные моносахариды, связанные с белком, изменяют биохимические и иммунологические свойства белка, его пространственную конфигурацию и др. Важным частным случаем является связывание белков с сиаловой кислотой, приводящее к формированию сиалогликопротеинов. В типичных случаях именно связывание с сиаловой кислотой предопределяет увеличение T1/2 белка в плазме крови.
В белках, которые имеют сегменты, простирающиеся вне клетки, внеклеточные сегменты также часто гликозилированы. Гликопротеины являются важными интегральными мембранными белками, где они играют роль в межклеточных взаимодействиях.
| Сахар                        | Тип                                           | Сокращенное название |
| ---------------------------- | --------------------------------------------- | -------------------- |
| β-D-глюкоза                  | Гексоза                                       | Glc                  |
| β-D-галактоза                | Гексоза                                       | Gal                  |
| β-D-манноза                  | Гексоза                                       | Man                  |
| α-L-фукоза                   | Дезоксигексоза                                | Fuc                  |
| N-ацетилгалактозамин         | Аминогексоза                                  | GalNAc               |
| N-ацетилглюкозамин           | Аминогексоза                                  | GlcNAc               |
| N-ацетилнейраминовая кислота | Аминононулозоновая кислота (сиаловая кислота) | NeuNAc               |
| Ксилоза                      | Пентоза                                       | Xyl                  |

## Примеры
Одним из примеров гликопротеинов, обнаруженных в организме, являются муцины, которые секретируются со слизью дыхательных и пищеварительных трактов. Сахара, присоединенные к муцинам, придают им значительную водоудерживающую способность, а также делают их устойчивыми к протеолизу пищеварительными ферментами.
Гликопротеины важны для распознавания лейкоцитов:
- молекулы, такие как антитела (иммуноглобулины), которые напрямую взаимодействуют с антигенами
- молекулы главного комплекса гистосовместимости (или MHC), которые экспрессируются на поверхности клеток и взаимодействуют с Т-клетками как часть адаптивного иммунного ответа
- сиалиловый антиген Льюиса X на поверхности лейкоцитов
- H антиген антигенов совместимости крови ABO

Другие примеры гликопротеинов включают:
1. гонадотропины (лютеинизирующий гормон фолликулостимулирующий гормон)
2. гликопротеин IIb / IIIa , интегрин, обнаруженный на тромбоцитах, который необходим для нормальной агрегации тромбоцитов и прикрепления к эндотелию
3. компоненты пеллюцида, который окружает яйцеклетку, и имеет важное значение для взаимодействия со сперматозоидами
4. структурные гликопротеины, которые встречаются в соединительной ткани. Они помогают связывать воедино волокна, клетки и основное вещество соединительной ткани. Они также могут помочь компонентам ткани связываться с неорганическими веществами, такими как кальций в костях
5. Гликопротеин-41(gp41) и гликопротеин-120 (gp120) являются белками оболочки вируса ВИЧ
6. Растворимые гликопротеины часто имеют высокую вязкость, например, в яичном белке или плазме крови
7. Миракулин , представляет собой гликопротеин, извлекаемый из Synsepalum dulcificum натуральный подсластитель, который изменяет способность рецепторов языка человека распознавать кислые продукты, как сладкие[5].
8. Различные поверхностные гликопротеины позволяют паразиту трипаносомы сонной болезни избежать иммунного ответа хозяина.

## Гормоны
Гормоны , являющиеся гликопротеинами, включают:
- Эритропоэтин (ЭПО)
- Альфа-фетопротеин
- Тиреотропный гормон
- Хорионический гонадотропин человека
- Фолликулостимулирующий гормон
- Лютеинизирующий гормон

## Различие между гликопротеинами и протеогликанами
Цитата из рекомендаций ИЮПАК:
Гликопротеин - это соединение, содержащее углеводы (или гликан), ковалентно связанный с белком. Углевод может быть в форме моносахарида, дисахарида(-ов). олигосахаридов, полисахаридов или их производных (например, сульфо- или фосфозамещенные). Могут присутствовать одна, несколько или много углеводных единиц. Протеогликаны представляют собой подкласс гликопротеинов, в которых углеводные единицы представляют собой полисахариды, содержащие аминосахара. Такие полисахариды также известны как гликозаминогликаны.

## Функции
| Функция                                      | Гликопротеины |
| -------------------------------------------- | --- |
| Соединительная ткань и сухожилия             | Коллагены |
| Смазка и защитное средство                   | Муцины |
| Транспортная молекула                        | Трансферрин , церулоплазмин |
| Иммунологическая молекула                    | Иммуноглобулины, антигены гистосовместимости |
| Гормон                                       | Человеческий хорионический гонадотропин (ХГЧ), тиреотропный гормон (ТТГ)                                                                                   |
| Фермент                                      | Например, щелочная фосфатаза, пататин |
| Сайт распознавания прикрепления клеток       | Различные белки, участвующие в межклеточном (например, сперматозоид-овоцит), вирусклеточном, бактериальноклеточном, и гормонально-клеточном взаимодействии |
| Антифриз-протеин                             | Некоторые белки плазмы холодноводных рыб |
| Взаимодействовать с определенными углеводами | Лектины , селектины (лектины клеточной адгезии), антитела                                                                                                  |
| Рецептор                                     | Различные белки, участвующие в действии гормонов и лекарств                                                                                                |
| Влияет на сворачивание определенных белков   | Калнексин, кальретикулин |
| Регулирование развития                       | Notch и его аналоги, ключевые белки |
| Гемостаз (и тромбоз)                         | Специфические гликопротеины на поверхностных мембранах тромбоцитов                                                                                         |